# Mongoloraphidia (Formosoraphidia) caelebs
Mongoloraphidia (Formosoraphidia) caelebs is een kameelhalsvliegensoort uit de familie van de Raphidiidae. De soort komt voor in Taiwan.
Mongoloraphidia (Formosoraphidia) caelebs werd voor het eerst wetenschappelijk beschreven door H. Aspöck et al. in 1985.